# Noord-Macedonië op de Olympische Zomerspelen 2024
Noord-Macedonië nam deel aan de Olympische Zomerspelen 2024 in Parijs.

## Aantal Deelnemers
Hieronder volgt een overzicht van de atleten die zich reeds gekwalificeerd hebben voor de Olympische Zomerspelen van 2024.
| Sport       | Mannen | Vrouwen | Totaal |
| ----------- | ------ | ------- | ------ |
| Atletiek    | 1      | 0       | 1      |
| Judo        | 1      | 0       | 1      |
| Schietsport | 0      | 1       | 1      |
| Taekwondo   | 0      | 1       | 1      |
| Worstelen   | 1      | 0       | 1      |
| Zwemmen     | 1      | 1       | 2      |
| Totaal      | 4      | 3       | 7      |

## Deelnemers en resultaten

### Atletiek

#### Loopnummers
Mannen
| atleet          | onderdeel | series | series | kwartfinale | kwartfinale | halve finale | halve finale | finale | finale |
| atleet          | onderdeel | tijd   | rang   | tijd        | rang        | tijd         | rang         | tijd   | rang   |
| --------------- | --------- | ------ | ------ | ----------- | ----------- | ------------ | ------------ | ------ | ------ |
| Dario Ivanovski | marathon  | n.v.t. | n.v.t. | n.v.t.      | n.v.t.      | n.v.t.       | n.v.t.       |        |        |

### Judo
Mannen
| atleet         | onderdeel | eerste ronde         | tweede ronde         | derde ronde          | kwartfinale          | halve finale         | herkansing           | finale / BM          | finale / BM    |
| atleet         | onderdeel | tegenstander uitslag | tegenstander uitslag | tegenstander uitslag | tegenstander uitslag | tegenstander uitslag | tegenstander uitslag | tegenstander uitslag | rang           |
| -------------- | --------- | -------------------- | -------------------- | -------------------- | -------------------- | -------------------- | -------------------- | -------------------- | -------------- |
| Edmilson Pedro | −81 kg    | bye                  | Schmimidt V 00 - 11  | niet geplaatst       | niet geplaatst       | niet geplaatst       | niet geplaatst       | niet geplaatst       | niet geplaatst |

### Schietsport
Vrouwen
| atlete               | onderdeel        | kwalificaties | kwalificaties | finale         | finale         |
| atlete               | onderdeel        | punten        | ran           | punten         | rang           |
| -------------------- | ---------------- | ------------- | ------------- | -------------- | -------------- |
| Anastasija Mojsovska | 10 m luchtgeweer | 625.3         | 31            | niet geplaatst | niet geplaatst |

### Taekwondo
Vrouwen
| atleet         | onderdeel | kwalificatie         | eerste ronde         | kwartfinale          | halve finale         | herkansing           | finale / BM          | finale / BM |
| atleet         | onderdeel | tegenstander uitslag | tegenstander uitslag | tegenstander uitslag | tegenstander uitslag | tegenstander uitslag | tegenstander uitslag | rang        |
| -------------- | --------- | -------------------- | -------------------- | -------------------- | -------------------- | -------------------- | -------------------- | ----------- |
| Miljana Reljiḱ | -57 kg    |                      |                      |                      |                      |                      |                      |             |

### Worstelen

#### Vrije stijl
Mannen
| atlete          | onderdeel | eerste ronde         | kwartfinale          | halve finale         | herkansing           | finale / BM          | finale / BM |
| atlete          | onderdeel | tegenstander uitslag | tegenstander uitslag | tegenstander uitslag | tegenstander uitslag | tegenstander uitslag | rang        |
| --------------- | --------- | -------------------- | -------------------- | -------------------- | -------------------- | -------------------- | ----------- |
| Vladimir Egorov | −57 kg    |                      |                      |                      |                      |                      |             |

### Zwemmen
Mannen
| Atleet             | Onderdeel        | Series  | Series | Halve finale | Halve finale | Finale         | Finale         |
| Atleet             | Onderdeel        | Tijd    | Rang   | Tijd         | Rang         | Tijd           | Rang           |
| ------------------ | ---------------- | ------- | ------ | ------------ | ------------ | -------------- | -------------- |
| Nikola Ǵuretanoviḱ | 400 m vrije slag | 4.05,38 | 37     | n.v.t.       | n.v.t.       | Niet geplaatst | Niet geplaatst |

Vrouwen
| atlete        | onderdeel        | series | series | halve finale | halve finale | finale | finale |
| atlete        | onderdeel        | tijd   | rang   | tijd         | rang         | tijd   | rang   |
| ------------- | ---------------- | ------ | ------ | ------------ | ------------ | ------ | ------ |
| Eva Petrovska | 800 m vrije slag |        |        | n.v.t.       | n.v.t.       |        |        |